# Ingenuus
Ingenuus (Ingebus) – namiestnik Panonii, który prawdopodobnie w 258 podczas lokalnej rebelii ogłosił się cesarzem.
Bezpośrednią przyczyną buntu Ingenuusa miało być niezadowolenie ludności prowincji naddunajskich oraz stacjonujących tam wojsk, z zaniedbywania i lekceważenia tych obszarów przez władzę cesarską wraz z brakiem należytej ochrony przed ciągłymi najazdami Gotów, Markomanów i innych plemion barbarzyńskich. Według Trebeliusza Poliona wydarzyło się to za konsulatu Tuskusa i Bassusa, gdy zbuntowały się legiony w Mezji i Panonii, gdzie Ingenuus był „zarządcą” (Historia Augusta, Trzydziestu pretendentów 9,1). 
W 260 wojska Galiena stłumiły rebelię, pokonując oddziały uzurpatora w bitwie pod Mursą na limesie panońskim, w czym decydującą rolę odegrał ze swą jazdą Aureolus. Zgodnie z przekazem Zonarasa uzurpator zginął podczas ucieczki z pola bitwy zabity przez własną straż przyboczną (Epitome XII,24). Jego ocalałe wojska obwołały cesarzem Regaliana.
Jedyne wiadomości o nim zachowały się w przekazach historyków (Trebeliusz Polion w Historia Augusta, Aureliusz Wiktor, Eutropiusz, Zonaras); nie są znane monety emitowane w jego imieniu.